# GRS 1915+105
GRS 1915+105, eller V1487 Aquilae och Nova Aquilae 1992, är en röntgenbinär och mikrokvasar (LMXB/BHXB/XN) i stjärnbilden Örnen. Den upptäcktes från det ryska rymdobservatoriet GRANAT den 15 augusti 1992, vid ett utbrott som klassificerades som novautbrott och gav objektet variabeldesignationen Nova Aquilae 1992 och senare V1487 Aquilae. GRS 1915+105 var vid upptäckten det tyngsta svarta hål som upptäckts i Vintergatan, med en massa av drygt 14 solmassor (M☉).
1994 blev GRS 1915+105 det första kända galaktiska objektet som skjuter ut materia med en hastighet som verkar vara högre än ljusets.
Stjärnsystemet varierar mellan skenbar magnitud +12,15 och 15,6 (K) med en period av 30,7917 dygn.